# 多利思比孤
多利思比孤（たりしひこ）または多利思北孤（たりしほこ）は、『隋書』「卷八十一 列傳第四十六 東夷 俀國」などで記述される倭国王である。『隋書』では他の中国史書が「倭」としている文字を「俀」と記述している。『北史』にも記されている。

## 概要
多利思比孤は開皇20年（600年）と大業3年（607年）に隋に使者（遣隋使）を送ったという。

### 名
「俀王姓阿毎字多利思北孤 號阿輩雞彌」とあり、姓は阿毎、字は多利思北孤、号は阿輩雞彌という。

### 妻子
「王妻號雞彌 後宮有女六七百人 名太子爲利歌彌多弗利」とあり、妻は雞彌、後宮に600-700人の女がおり、「太子」の名は「利歌彌多弗利」という。

### 領地
「夷人不知里數但計以日 其國境東西五月行南北三月行各至於海 其地勢東高西下都於邪靡堆 則魏志所謂邪馬臺者也」とあり、里数を知らず日で距離を測る。国境は東西を旅するのに五ヶ月、南北を旅するのに三ヶ月かかり、それぞれ海に行き着く。「邪靡堆」を都としており魏志の邪馬臺であるとする。
「有阿蘇山 其石無故火起接天者俗以爲異因行祷祭」とあり、阿蘇山があり理由なく火を噴き天に接し、祷祭する。
隋使の裴世清らの道程は「經都斯麻國迥在大海中 又東至一支國又至竹斯國又東至秦王國 其人同於華夏 以爲夷州疑不能明也 又經十餘國達於海岸 自竹斯國以東皆附庸於俀」とあり、大海の都斯麻国（対馬）、東に一支国、竹斯国（筑紫）、東に秦王国他10余国をへて海岸についたという。竹斯国から東はすべて俀であるという。

### 政治
「使者言俀王以天爲兄 以日爲弟  天未明時出聽政 跏趺坐 日出便停理務 云委我弟 高祖曰 此太無義理 於是訓令改之」とあり、天を兄とし、日を弟とした。天が明けぬうち出てあぐらをかいて座り政務し、日が出ると政務をやめ弟にゆだねた。隋の高祖は義理がないとしてこれを改めさせたという。
また、「内官有十二等 一曰大德 次小德 次大仁 次小仁 次大義 次小義 次大禮 次小禮 次大智 次小智 次大信 次小信 員無定數」とあり、12の官（冠位十二階）制度があるという。

### 日出處天子
大業3年（607年）の国書に「聞海西菩薩天子重興佛法故遣朝拜兼沙門數十人來學佛法 其國書曰 日出處天子致書日沒處天子無恙云云」とあり、仏教を学ぶための使者の国書が有名な「日出處天子致書日沒處天子無恙云云」であり、開皇11年（591年）菩薩戒により総持菩薩となった文帝（楊堅）の子、煬帝を怒らせた（「帝覧之不悦 謂鴻臚卿曰 蠻夷書有無禮者 勿復以聞」）。文帝の死、煬帝の即位を倭は知らなかった。「日出處」「日沒處」は当時の仏典（『摩訶般若波羅蜜多経』の注釈書『大智度論』など）に「日出処是東方 日没処是西方」とあり東西の方角を表す表現でもある。
ここで、隋書には過去の倭が授かっていた、朝鮮半島の将軍や倭国王への任命や称号を日本側から求めたり、隋も印綬を多利思比孤へ支給する記述が出現しない。このことから単なる方角を表す表現と断定はできない。
煬帝は怒ったが、高句麗の背後にある倭を重視し、裴世清を倭に派遣した。『日本書紀』は裴世清が持参した返書を載せており、「皇帝問倭皇」から始まっている。倭皇は「倭王」を改竄したものとする論者が多いが、煬帝から「皇」を与えられたと改竄しても皇国史観の補強にはならず、半ば皮肉を込めて倭王の無礼を受け容れたとも考えられる。『日本書紀』では日本側はこの「皇」を取り入れて「天皇」を名乗ったように書かれている。

## 解釈
『隋書』や『北史』はこの王を妻子のいる男性としており、この時期に男性の大王は『日本書紀』、『古事記』には登場しない。『旧唐書』卷199上 列傳第149上 東夷 倭國 においても倭国の王の姓は阿毎氏であるとしている。『新唐書』卷220列傳第145 東夷 日本に「用明 亦曰目多利思比孤直隋開皇末 始與中國通」とあり多利思北孤を多利思比孤とし用明天皇としている。用明天皇は厩戸皇子（聖徳太子）の父であり「太子」の父という要素は一致するが、王の妻・雞彌（きみ、日本語の「王」か）が推古天皇を意味するならば、その夫である敏達天皇（徳仁の父系の祖先。推古は直系の祖先ではない）の要素も含むことになる。年代は合わないが阿毎（あめ）が神上がり（死）を表し、思（し）が過去の助動詞なら合うとも考えられる。
日本では直木孝次郎による多利思北孤は多利思比孤の誤りとする説が通説となっている。また、推古天皇か厩戸皇子のことだとする論者もいる。また、多利思比狐の「比狐」（ひこ）は男性と思われるので、推古天皇ではなく当時の有力者である蘇我馬子か聖徳太子であるという説もある。600年の使者も607年と同じ小野妹子であったと推定し、その先祖とされる孝昭天皇の皇子・天足彦国押人命の名前とする説もある。『釈日本紀』に引かれた『筑前国風土記』逸文ではアメノヒボコを「高麗国の意呂山に天より降り来たりし日桙」と記していることも留意される。
太子名（固有名詞説と普通名詞説がある）のうち利を和の誤りとする説がある。古来の大和言葉では、原則として「ら行」音は語頭に立たない（万葉仮名では語頭にr音が来ない）ことから、「利」を「和」の誤りとして「利歌彌多弗利」を「和歌彌多弗利」とする。また、「和歌彌多弗利」を源氏物語等にもあらわれる「わかんどほり（皇室の血統、皇族）」とする説もある。なお、『翰苑』には「王長子号和哥彌多弗利。華言太子。」とある。
中国風に姓と字に分割されているが、タラ（リ）シヒコは人名ではなく、日本語の意味を理解していなかった中国人が誤解したものという説がある。文献では、姓はアメ、字はタラシヒコと記述されているが、日本語では、「天垂らし彦」になり、天から垂れた（降りた）男子という意であり、つまり「天孫」という意味になる。中国語では「天子」（『通典』では「天児」）がこれに当たるが、中国の天子とは意味が異なる。一方で、熊谷公男は『万葉集』の「天の原 振り放（さ）けみれば 大王の 御寿（みいのち）は長く 天足らしたり」（巻二から一四七）の歌などを参考に、「天の満ち足りた男子」という意味の尊称と解釈している（この説は森田悌も支持している）。森田悌は邪馬台国の時代では、「天垂らし彦」の称号があったとは考えがたいとし、以後の時代に大陸思想の影響から芽生えたとみている（また、「天子」という語が反感を受けたのに対し、「天垂らし彦」の反応が低かったことに注目している）。王仲殊も阿毎多利思比孤は「天足彦（天の満ち足りた男子）」とした（天垂らし彦説もあると紹介した）上で、この語の中にはすでに「天子」「天皇」といった意味が含まれており、これは最初の国書で日中両国の君主を共に「天子」と称したため、中国側の不快感をあおったところから、それぞれ天子を「皇帝」と「天皇」と呼び変えて区別を示したとする。
倭王が天や日と兄弟であるという説明は記紀神話とは一致しないが、兄弟の順序は神獣鏡にしばしば刻まれる「天王日月」と一致する。『日本書紀』神代上の本文では伊弉諾尊と伊弉冉尊が「いかにぞ天下の主者を生まざらむ」と言って日神と月神の兄弟（姉弟）を産んだとされ、一書では伊弉諾尊が白銅鏡を持って日と月を産んだとされる。熊谷は高句麗の王権思想の借用かとしている。